# Campeonato Mundial de Vela en Alta Mar Mixto
El Campeonato Mundial de Vela en Alta Mar Mixto (ISAF Mixed Offshore World Championship en idioma inglés y oficialmente) es una competición internacional de vela de crucero en alta mar, organizada por la Federación Internacional de Vela (ISAF) desde 2020. Este formato de competición será olímpico a partir de los Juegos Olímpicos de París 2024.
La clase de embarcación utilizada ha cambiado con el tiempo:
- 2020: L30
- 2021: Beneteau Figaro 3

## Palmarés

### Mixto
| Núm. | Año  | Sede                | Oro                                   | Plata                                          | Bronce                                   |
| ---- | ---- | ------------------- | ------------------------------------- | ---------------------------------------------- | ---------------------------------------- |
| I    | 2020 | La Valleta ( Malta) | Cancelado                             | Cancelado                                      | Cancelado                                |
| II   | 2021 | Venecia · ( Italia) | Claudia Rossi · Pietro D'Alì · Italia | Giovanna Valsecchi · Andrea Pendibene · Italia | Sophie Faguet · Jonas Gerckens · Bélgica |

## Medallero histórico
- Actualizado hasta Venecia 2021.

| Núm. | País    | Oro | Plata | Bronce | Total |
| ---- | ------- | --- | ----- | ------ | ----- |
| 1    | Italia  | 1   | 1     | 0      | 2     |
| 2    | Bélgica | 0   | 0     | 1      | 1     |
|      | TOTAL   | 1   | 1     | 1      | 3     |